# Jani Sievinen
Jani Sievinen (ur. 31 marca 1974 w Vihti) – fiński pływak specjalizujący się w stylu zmiennym oraz grzbietowym, medalista olimpijski, mistrzostw Europy i świata, a także rekordzista Świata.
W 1996 na Igrzyskach Olimpijskich w Atlancie zdobył srebrny medal na dystansie 200 m stylem zmiennym.
Jest również mistrzem świata z 1994 r. z Rzymu, gdzie pobił rekord świata na 200 m stylem zmiennym. Uzyskał wynik 1:58.16 min.
W 1994 został wybrany najlepszym sportowcem w Finlandii.
Zakończenie kariery ogłosił w 2006 r.

## Rekordy świata
| Data             | Miejsce | Konkurencja           | Rezultat    | Status                            |
| ---------------- | ------- | --------------------- | ----------- | --------------------------------- |
| 11 września 1994 | Rzym    | 200 m stylem zmiennym | 1:58.16 min | do 29 czerwca 2003 Michael Phelps |